# Черкасский, Игорь Борисович
Игорь Борисович Черкасский (укр. Ігор Борисович Черкаський; род. 28 октября 1970, г. Киев) — украинский государственный и политический деятель. Председатель Государственной службы финансового мониторинга Украины (2014—2024). Народный депутат Верховной рады Украины 6-го созыва (2007—2008). Государственный служащий 1-го ранга. Заслуженный юрист Украины.
Член СНБОУ (с 15 июля 2019).

## Биография

### Образование
Образование: высшее экономическое, юридическое.
Доктор экономических наук.
Владеет иностранными языками.

### Бизнес
С 1997 года один из основателей и совладельцев, в будущем одной из крупнейшей на Украине страховой компании «Кредо-классик», которая в 2008 году была успешно продана австрийским инвесторам.

### Карьера
Ноябрь 2002 — октябрь 2003 — заместитель Руководителя Главного управления по вопросам судебной реформы, деятельности военных формирований и правоохранительных органов — заведующий отделом контроля по вопросам международного военно-технического сотрудничества Администрации президента Украины.
2003—2005 — член комитета по политике военно-технического сотрудничества и экспертного контроля при президенте Украины; заместитель главного редактора научного журнала «Актуальные проблемы внутренней политики»; заместитель главы редакционной коллегии информационно-аналитического журнала «Украина-НАТО».
Октябрь 2003 — январь 2005 — первый заместитель Руководителя Государственного управления делами.
Апрель 2006 — сентябрь 2007 — депутат Киевского городского совета 5-го созыва от избирательного блока политических партий «Блок Юлии Тимошенко».
С 2007 — народный депутат Верховной рады Украины 6-го созыва от избирательного блока политических партий «Блок Юлии Тимошенко», (партийность — ВО «Батькивщина»). Член Комитета по вопросам топливно-энергетического комплекса, ядерной политики и ядерной безопасности.
Февраль 2008 — март 2010 — Председатель Государственного комитета финансового мониторинга Украины (финансовая разведка).
Март 2010 — февраль 2014 — Председатель «Фундации правовых инициатив».
С 1 марта 2014 по 31 декабря 2024 года — председатель Государственной службы финансового мониторинга Украины.
В июле 2019 года введён в персональный состав Совета национальной безопасности и обороны Украины (СНБОУ).
В июне 2020 года введён в персональный состав Национального совета по вопросам антикоррупционной политики.

### Государственная деятельность
За время работы в Государственной службе финансового мониторинга Украины, к которой Игорь Борисович Черкасский во второй раз приступил сразу после Революции Достоинства, Госфинмониторинг выведено на качественно новый уровень, который получил авторитетное международное признание.
В 2018 году проведённое Госфинмониторингом аналитическое расследование признано лучшим в мире. По результатам голосования представителей подразделений финансовых разведок 150 стран мира Госфинмониторинг получил награду «Лучшее дело Эгмонтской Группы» (BECA).
Указанное расследование касалось выявления и замораживания Госфинмониторингом преступных средств, связанных с бывшими высокопоставленными чиновниками в размере 1.5 млрд. USD. Указанные средства в дальнейшем были конфискованы в доход Государства. Это самый успешный кейс в истории независимости Украины.
Благодаря победе в конкурсе BECA наименование Государственной службы финансового мониторинга Украины высечено на Специальной памятной доске в офисе Эгмонтской Группы (г. Торонто, Канада), а дело Украинского подразделения финансовой разведки включено в Книгу лучших расследований подразделений финансовых разведок Эгмонтской Группы.
Кроме того, под Председательством Игоря Борисовича Черкасского, в течение 2016—2018 годов Госфинмониторинг сопровождал процесс 5-го раунда оценки системы борьбы с отмыванием денег и финансированием терроризма на Украине, которая осуществлялась Комитетом экспертов Совета Европы по оценке мер противодействия отмыванию средств и финансированию терроризма (MONEYVAL).
Согласно Отчёту Комитета Совета Европы Госфинмониторинг, как подразделение финансовой разведки, получил высокую оценку — «значительный уровень эффективности».
Также, Игорь Черкасский обеспечил успешное проведение в 2016 году Национальной оценки рисков в сфере предотвращения и противодействия легализации (отмыванию) доходов, полученных преступным путем, и финансированию терроризма. Это первая национальная оценка, которая была проведена на Украине. Отчет о результатах оценки получил положительные заключения международных партнёров.
В контексте развития вопросы транспарентности бенефициарной собственности, который также сопровождает Госфинмониторинг, в 2019 году команда из представителей государственных органов и общественных организаций во главе с Госфинмониторингом победила в конкурсе по итогам пилотной программы «Лаборатория проектов для имплементации Соглашения об ассоциации между Украиной и ЕС» (EU Association Lab). Разработанная Концепция механизма проверки конечных бенефициарных собственников (КБВ) под названием «ДО100%ВЕРНО» получила премию «Самое инновационное решение».
Особое внимание уделяется работе по подготовке и повышению квалификации кадров для системы финансового мониторинга. Так, по решению И. Б. Черкасского, на базе Учебно-методического центра, который находится в сфере управления Госфинмониторинга, создана Академия финансового мониторинга. С марта 2014 года более 8000 специалистов государственного и частного сектора прошли обучение в Академии.

### Звания и награды
- Государственный служащий 1-го ранга (ноябрь 2003).

Игорь Черкасский имеет государственные награды.
- Заслуженный юрист Украины (2003).
- Орден «За заслуги» III степени (27 марта 2001)[4].
- Почётная грамота Кабинета министров Украины (22 октября 2004)[5].
- Орден «За заслуги» II степени (2004).
- Орден «За заслуги» I степени (2008).
- Орден князя Ярослава Мудрого V степени (2020).

### Семья
Игорь Черкасский женат, воспитывает дочь и сына.